# Shlomi Arbeitman
Shlomi Arbeitman (på hebraisk: שלומי ארביטמן) (født 14. maj 1985 i Netanya, Israel) er en israelskfodboldspiller, der spiller som midtbanespiller hos Hapoel Ra'anana. Han har spillet for klubben siden 2018. Tidligere har han repræsenteret blandt andet Beitar Jerusalem, Hapoel Petach Tikvah, Maccabi Haifa, Gent og Hapoel Tel Aviv i sit hjemland samt KVC Westerlo i Belgien.
Arbeitman var med Maccabi Haifa med til at vinde det israelske mesterskab i både 2006 og 2009, ligesom det i 2008 blev til triumf i landets pokalturnering.

## Landshold
Cohen nåede at spille 10 kampe og score 3 mål for Israels landshold, som han debuterede for i februar 2004 i et opgør mod Aserbajdsjan.

## Titler
Israelske Mesterskab
- 2006 og 2009 med Maccabi Haifa

Israelske Pokalturnering
- 2008 med Maccabi Haifa